# Noctiliostrebla maai
Noctiliostrebla maai är en tvåvingeart som beskrevs av Wenzel 1966. Noctiliostrebla maai ingår i släktet Noctiliostrebla och familjen lusflugor. Inga underarter finns listade i Catalogue of Life.